# وحيد القرن (سمك)

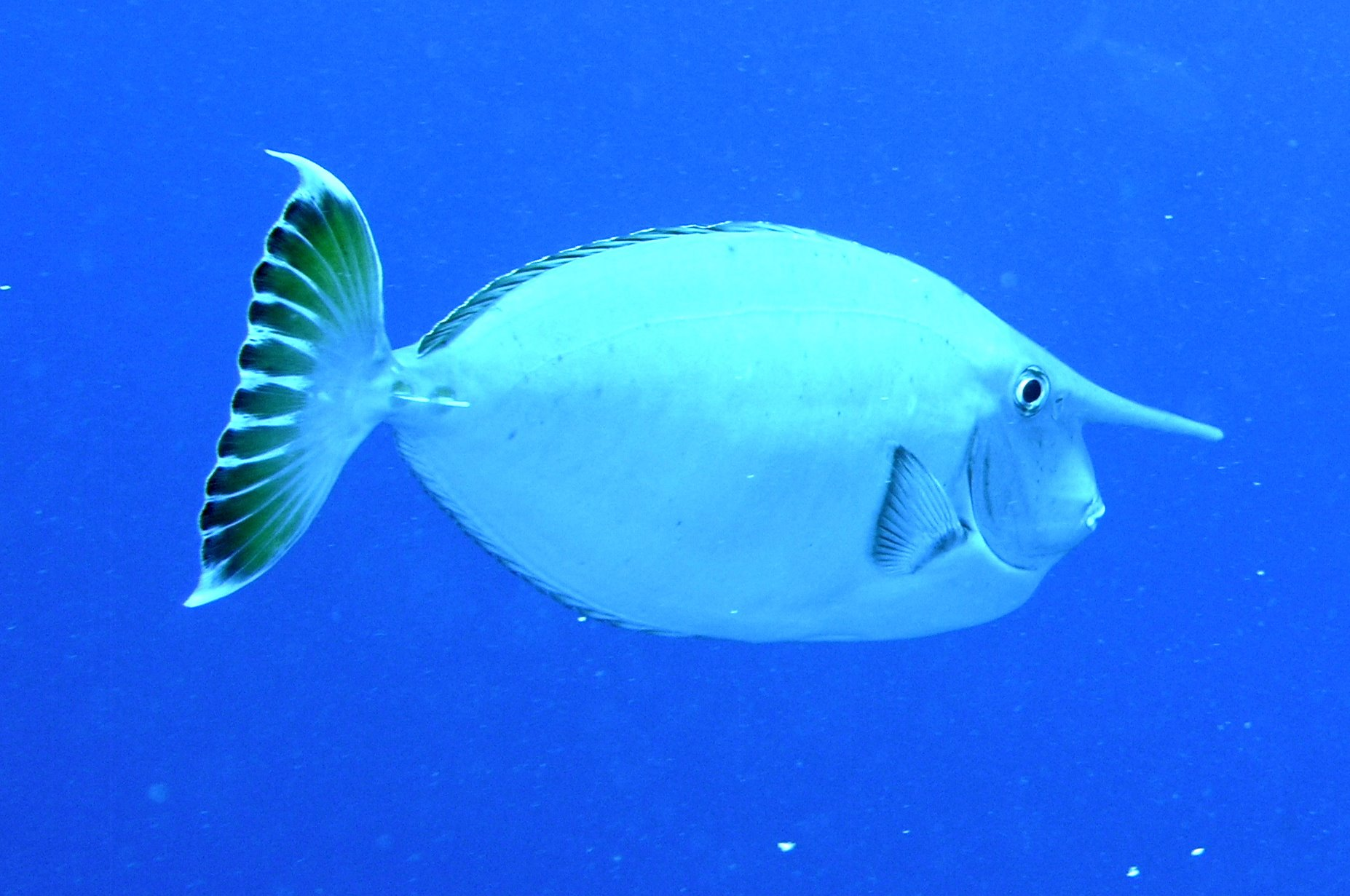

سمك وحيد القرن ويدعى أيضاً ناسو الحلقي (بالأنكليزية:Whitemargin unicornfish) هي نوع من الأسماك الاستوائية وجدت في أنحاء عدة في المحيطين الهندي والهادئ، ويمكن أن تصل إلى طول 100 سم، مما يجعلها واحدة من أكبر أعضاء أسرة التانج.

## الوصف
سمكة بنية اللون كبيرة الحجم، تتميز ببروز أنفي كبير أدى إلى تسميتها بهذا الاسم، الذيل أسود محاط بخطوط بيضاء. غالبا ما تتواجد بالقرب من الشعاب الاستوائية، كما أنها تتغذى على العوالق.